# 1820
1820 (MDCCCXX) var ett skottår som började en lördag i den gregorianska kalendern och ett skottår som började en torsdag i den julianska kalendern.

## Händelser

### Januari
- 1 januari – En konstitutionell militär revolt i Cádiz, Spanien leder till att Spaniens parlament sammankallas den 7 mars samma år.
- 28 januari – En rysk expedition ledd av Fabian Gottlieb von Bellingshausen och Michail Lazarev når Antarktis kust.
- 29 januari – Vid Georg III:s död efterträds han som kung av Storbritannien av sin son Georg IV. Denne har varit landets ställföreträdande regent sedan 1811, då hans far omyndigförklarades på grund av galenskap.
- 30 januari – Den engelske styrmannen Edward Bransfield blir den förste person som siktar Antarktis fastland, när han passerar Trinity Land på Antarktiska halvön.

### Mars

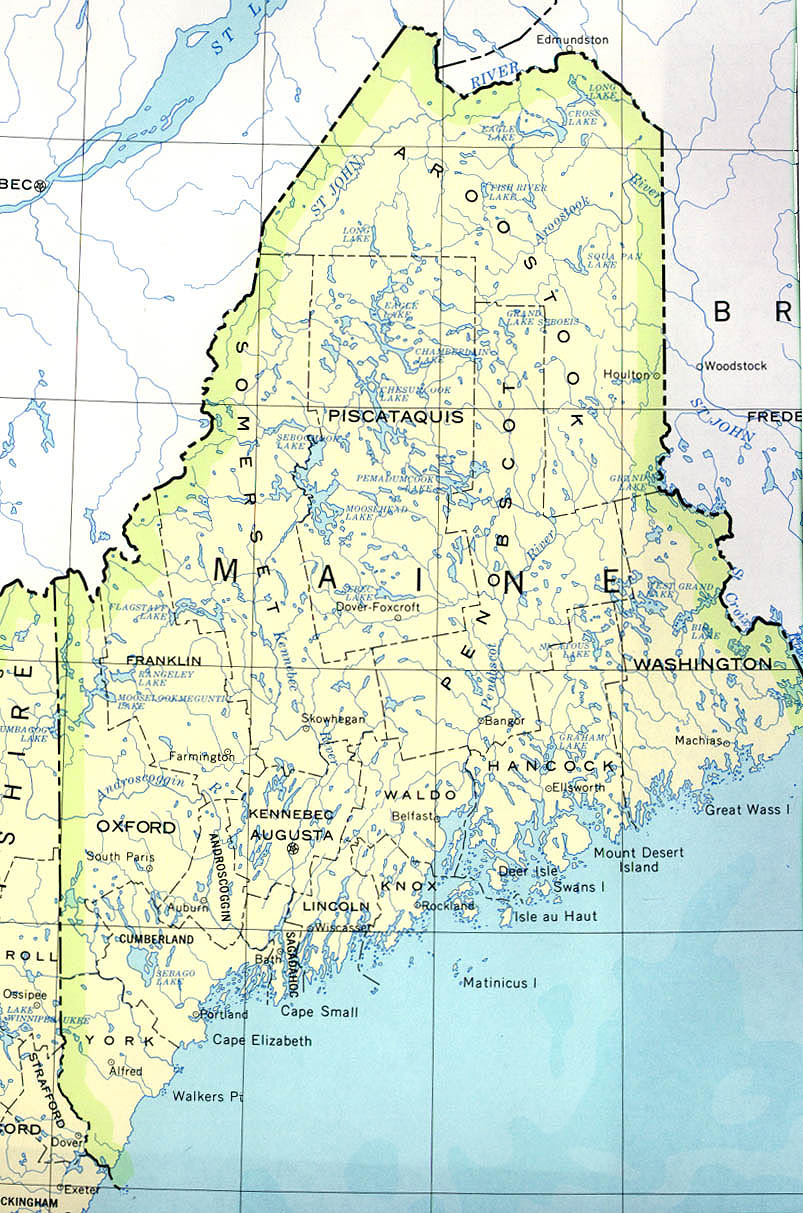
Maine.

- 15 mars – Maine blir den 23:e delstaten att ingå i den amerikanska unionen.[1]

### Augusti
- 24 augusti – Ett konstitutionellt uppror utbryter i Porto, Portugal.

### September
- 15 september – En revolution utbryter i Lissabon, Portugal.

### Oktober
- 25 oktober–20 november – Troppaukongressen  i Opava hålls mellan Ryssland, Österrike och Preussen.
- 27 oktober – Hovrätten över Skåne och Blekinge inrättas i Kristianstad, Sverige.[2]
- 28 oktober – Den första svenska sparbanken för privatpersoner grundas i Göteborg av Eduard Ludendorff.

### November
- November – Uppsalamagistern Johan Johansson, kallad Valfisken, startar tidningen Argus, där han kritiserar universiteten för att vara konservativa och för lite samhällstillvända.
- 6 november – Sydamerikas förenade provinser gör anspråk på Falklandsöarna.[3]

### December
- 16 december – En ny svensk skolordning införs, som delar upp gymnasierna i en lärdomsskola för präster och ämbetsmän och en mer praktisk näringsskola.[4]

### Okänt datum
- Amerikanska flottan gör räder in i Afrika mot slavhandlare efter 1819 års beslut i USA:s kongress.[5]
- Byggandet av universitetsbiblioteket i Uppsala, Carolina Rediviva ("det återupplivade Carolina"), påbörjas.

## Födda

### Första kvartalet

#### Januari
- 17 januari – Anne Brontë, brittisk författare. (död 1849)
- 24 januari – John Milton Thayer, amerikansk republikansk politiker och militär, senator 1867–1871. (död 1906)

#### Februari
- 4 februari – David C. Broderick, amerikansk demokratisk politiker, senator 1857–1859. (död 1859)
- 15 februari – Arvid Posse, svensk politiker, greve och godsägare, Sveriges statsminister 1880–1883. (död 1901)
- 20 februari – Mahlon Dickerson Manson, amerikansk demokratisk politiker och militär, kongressledamot 1871–1873. (död 1895)
- 27 februari – Charles A. Eldredge, amerikansk demokratisk politiker, kongressledamot 1863–1875. (död 1896)

#### Mars
- 6 mars – Édouard Allou, fransk advokat. (död 1888)
- 14 mars – Viktor Emanuel II, kung av Sardinien 1849–1861, det enade Italiens förste kung 1861–1878. (död 1878)
- 21 mars – Horace Fairbanks, amerikansk republikansk politiker, guvernör i Vermont 1876–1878. (död 1888)
- 24 mars – George G. Wright, amerikansk republikansk politiker och jurist, senator 1871–1877. (död 1896)
- 28 mars – William Howard Russell, brittisk krigskorrespondent. (död 1907)

### Andra kvartalet

#### April
- 1 april – Henrik Gahn den yngre, svensk kemist och industriman. (död 1874)
- 16 april – Victor Puiseux, fransk astronom och matematiker. (död 1883)
- 27 april – Herbert Spencer, brittisk liberal filosof. (död 1903)

#### Maj
- 26 maj – James Walter Wall, amerikansk demokratisk politiker, senator 1863. (död 1872)
- 27 maj – Mathilde Bonaparte, fransk salongsvärd. (död 1904)

#### Juni
- 2 juni – Willard Saulsbury, amerikansk demokratisk politiker, senator 1859–1871. (död 1892)
- 13 juni – Julius Faucher, tysk nationalekonom. (död 1878)

### Tredje kvartalet

#### Juli
- 5 juli – Luke Pryor, amerikansk politiker, senator 1880. (död 1900)
- 10 juli – William Robert Taylor, amerikansk demokratisk politiker, guvernör i Wisconsin 1874–1876. (död 1909)
- 22 juli – Louis P. Harvey, amerikansk republikansk politiker, guvernör i Wisconsin 1862. (död 1862)

#### Augusti
- 26 augusti – James Harlan, amerikansk politiker, senator 1855–1865 och 1867–1873. (död 1899)
- 30 augusti – Hardin Richard Runnels, amerikansk politiker, guvernör i Texas 1857–1859. (död 1873)
- 31 augusti – Joseph S. Fowler, amerikansk republikansk politiker, senator 1866–1871. (död 1902)

#### September
- 3 september – George Hearst, amerikansk demokratisk politiker och affärsman, senator 1886 och 1887–1891. (död 1891)
- 5 september – Georg Vierling, tysk kompositör. (död 1901)
- 8 september – William Thomas Hamilton, amerikansk demokratisk politiker, guvernör i Maryland 1880–1884. (död 1888)
- 17 september – Émile Augier, fransk författare. (död 1889)
- 27 september – Wilhelm Teuffel, tysk filolog. (död 1878)
- 29 september
  - Johan Andersson, svensk biskop och översättare. (död 1894)
  - Henrik V, titulärkung av Frankrike 2–9 augusti 1830. (död 1883)

### Fjärde kvartalet

#### Oktober
- 6 oktober – Jenny Lind, svensk operasångerska. (död 1887)
- 16 oktober – Gillis Bildt, svensk friherre, militär, riksdagsman och riksmarskalk, Sveriges statsminister 1888–1889. (död 1894)

#### November
- 13 november – Eugene Casserly, amerikansk demokratisk politiker, senator 1869–1873. (död 1883)
- 16 november – Edvard Carleson, svensk riksdagsman, Sveriges justitiestatsminister 1874–1875. (död 1884)
- 28 november – Friedrich Engels, tysk socialistisk ekonomikritiker.[6] (död 1895)

#### December
- 12 december – James L. Pugh, amerikansk demokratisk politiker, senator 1880–1897. (död 1907)

## Avlidna

### Första kvartalet

#### Januari
- 3 januari – Johan Fredrik Eek, 61, svensk militär.
- 9 januari – Charles-Louis Clérisseau, 98, fransk arkitekt och målare.
- 16 januari – Carl Niclas von Hellens, 74, finländsk botaniker.
- 29 januari – Georg III, 81, kung av Storbritannien sedan 1760 och av Irland 1760–1801.
- 30 januari – Josepha Barbara Auernhammer, 61, österrikisk tonsättare.

#### Februari
- 16 februari – Georg Carl von Döbeln, 61, svensk militär [7].

#### Mars
- 4 mars – Samuel Gustaf Hermelin, 75, svensk friherre, kartograf, industriman och politiker.
- 11 mars – Benjamin West, 81, amerikansk konstnär.

### Andra kvartalet

#### April
- 14 april – Levi Lincoln, 70, amerikansk politiker (demokrat-republikan).

#### Maj
- 25 maj – Eric Ruuth, 73, svensk greve, finansminister, generalguvernör och företagare, grundare av Höganäsbolaget.

#### Juni
- 4 juni – Henry Grattan, 73, irländsk politiker.

### Tredje kvartalet

#### Juli
- 10 juli – William Wyatt Bibb, 38, amerikansk politiker.
- 20 juli – Matthaeus Fremling, 75, svensk filosof.

#### Augusti
- 5 augusti – Pehr Tham, 82, svensk överintendent (1809) och riddare av Nordstjärneorden.
- 6 augusti – Elisa Bonaparte, 43, storhertiginna av Toscana, syster till Napoleon I.

#### September
- 2 september – Jiaqing, 59, den femte Qing-kejsaren av Kina.
- 14 september – François Joseph Lefebvre, 64, fransk militär.
- 18 september – Caspar Trendelenburg, 65, svensk läkare, professor i obstetrik.
- 26 september – Daniel Boone, 85, amerikansk upptäcktsresande.

### Fjärde kvartalet

#### Oktober
- 4 oktober –  Claudine Picardet, 85, fransk kemist, mineralog, meteorolog och vetenskaplig översättare.

#### November
- 4 november –  Robert Wilhelm De Geer, 70, finländsk greve, militär, ämbetsman och politiker.
- 21 november – James Harris, 1:e earl av Malmesbury, 74, brittisk diplomat.
- 29 november – William Richardson Davie, 64, amerikansk federalistisk politiker, guvernör i North Carolina 1798–1799.

#### December
- 13 december –  Ferenc Széchenyi, 66, ungersk greve och politiker.
- 25 december
  - James Burrill, 48, amerikansk federalistisk politiker och jurist, senator 1817–1820.
  - Joseph Fouché, 61, fransk politiker.
- 29 december – Pauline av Anhalt-Bernburg, 51, tysk regent och socialreformator.

### Fotnoter
1. ↑  World Statesmen (läst 3 april 2011)
2. ↑  Fors historia Arkiverad 17 mars 2011 hämtat från the Wayback Machine.
3. ↑  World Statesmen
4. ↑  Register till riksdagens protokoll
5. ↑  ”USA:s militära insatser i utlandet 1798-2004”. Arkiverad från originalet den 9 december 2013. https://web.archive.org/web/20131209174005/http://www.history.navy.mil/library/online/forces.htm. Läst 30 januari 2011.
6. ↑  Det hände i dag
7. ↑  Det hände i dag